# 浪花節だよ人生は
「浪花節だよ人生は」（なにわぶしだよじんせいは）は日本の演歌、ポピュラー歌謡のヒット曲である。作詞は藤田まさと、作曲は四方章人。小野由紀子が最初に歌い、のちに二代目木村友衛の歌唱によって人気を得る。その後は細川たかしなど多くの歌手によりカバーされた。

## 概説
最初は1976年に小野由紀子の歌唱によりシングル「旅へ出よう」のB面曲として発表された。その後、歌詞が自分の人生に似ていると感じた木村友衛が藤田に直訴して1981年に歌いはじめると、徐々に人気を獲得するようになった。これを受けて歌手16人、レコード会社13社による競作としてレコードが制作され、1984年にその人気は最高潮に達した。同年大晦日の第26回日本レコード大賞では細川たかしが最優秀歌唱賞、木村が特別賞を受賞し、同日の第35回NHK紅白歌合戦では水前寺清子と細川による同曲対決が行われた。
小野盤の発売から10年で、各社競作で発売されたレコードの累計売上は140万枚（公称）に達した。多くのカバーが存在し、台湾をはじめとする中国語圏でも親しまれている。
1985年度の日本音楽著作権協会（JASRAC）発表による楽曲別の著作権使用料分配額（国内部門）では年間1位にランクインし、1986年JASRAC賞の国内部門を受賞した。内訳はレコード売上が8.4%、放送使用料が11.9%、社交場における演奏使用料が9.6%、カラオケテープの使用料が62.3%である。

2009年に加藤清史郎らがこの歌のタイトルにヒントを得た「かつおぶしだよ人生は」を歌った。「かつおぶしだよ人生は」は猫の視点で義理人情を浪花節風に歌った曲で、本曲とは歌詞やメロディは異なる。

## 木村友衛のシングル
1984年7月5日に、同じ規格品番、ジャケット違いで新たに再発売されている。
収録曲
A面
1. 浪花節だよ人生は（3分40秒）
  - 作詞：藤田まさと、作曲：四方章人、編曲：池多孝春

B面
1. 人生一人ぼっち
  - 作詞：藤田まさと、作曲：市川昭介、編曲：池多孝春

## 細川たかしのシングル
収録曲
A面
1. 浪花節だよ人生は（4分10秒）
  - 作詞：藤田まさと、作曲：四方章人、編曲：佐伯亮

B面
1. オホーツクの町
  - 作詞：池田充男、作曲：横山聖仁郎、編曲：馬飼野俊一

## 他の競作歌手
- 水前寺清子
- 姿憲子
- 都はるみ
- こまどり姉妹
- 祐子と弥生

## 台湾・香港・中国・マレーシアでのカバー

### 「浪花節人生」として
- テレサ・テン

### 「望月想愛人」として（台湾語･福建語）
- 洪栄宏
- 李佩芬
- 卓依婷
- 林俊彥
- 皓皓
- 張雄
- 吳淑敏
- 邱淑君
- 高向鵬＋方怡萍
- 荘学忠

### 「愛與情」として （広東語）
- 郭炳堅

## カバー
- 二葉百合子
- 藤圭子
- 高田みづえ
- 小林幸子
- 三笠優子
- 坂本冬美
- 1995年 - 真木ことみ（アルバム『演歌三昧』収録）
- 1996年 - 天童よしみ（アルバム『天童節 昭和演歌名曲選 第十七集』収録）
- 1996年 - テレサ・テン（アルバム『テレサ・テン(鄧麗君) 演花集』収録）
- 2006年 - 北島三郎（アルバム『想い出の歌謡集 3』収録）
- 2015年 - 花見桜こうき（アルバム『花見便り～俺の女唄名曲集～』収録）
- 2016年 - 津吹みゆ（アルバム『望郷こころ歌 Vol.1 ～名曲カバー集～』収録）
- 2016年 - 三山ひろし（アルバム『歌い継ぐ!昭和の流行歌 VII』収録）